# Per-Olof Arvidsson
Per-Olof Arvidsson (Augerum, 18 december 1864 - Stockholm, 30 augustus 1947) was een Zweeds schutter.

## Carrière
Arvidsson won tijdens de Olympische Spelen van 1912 in eigen land de gouden medailles op het onderdeel lopend hert enkelschot team, vier jaar eerder won hij met het Zweedse team de zilveren medaille op het onderdeel vrij geweer 300m 3 posities.

### Olympische Zomerspelen
| Jaar | Plaats    | Resultaten |
| ---- | --------- | --- |
| 1908 | Londen    | vrij geweer 300m 3 posities team · 12e vrij geweer 300m 3 posities · 5e militair geweer 200, 500, 600, 800, 900 en 1000 y team |
| 1912 | Stockholm | lopend hert enkelschot team · 5e lopend hert dubbelschot · 18e vrij geweer 300m 3 posities · 26e lopend hert enkelschot        |